# Sherburne (villa)
Sherburne es una villa ubicada en el condado de Chenango en el estado estadounidense de Nueva York. En el año 2000 tenía una población de 1,455 habitantes y una densidad poblacional de 369.5 personas por km².

## Geografía
Sherburne se encuentra ubicada en las coordenadas 42°40′45″N 75°29′51″O / 42.67917, -75.49750.

## Demografía
Según la Oficina del Censo en 2000 los ingresos medios por hogar en la localidad eran de $28,676, y los ingresos medios por familia eran $39,844. Los hombres tenían unos ingresos medios de $31,080 frente a los $20,833 para las mujeres. La renta per cápita para la localidad era de $18,248. Alrededor del 18.6% de la población estaban por debajo del umbral de pobreza.